# Moenkhausia pittieri
Moenkhausia pittieri és una espècie de peix de la família dels caràcids i de l'ordre dels caraciformes.

## Morfologia
- Els mascles poden assolir 6 cm de llargària total.[2]

## Alimentació
Menja cucs, crustacis i insectes.

## Hàbitat
Viu a àrees de clima tropical.

## Distribució geogràfica
Es troba a Sud-amèrica: conca del llac Valencia (Veneçuela).